# Cavnic
Cavnic là một thị xã thuộc hạt Maramureș, România. Dân số thời điểm năm 2002 là 5216 người.